# Joseph Pepé
Joseph Pepé (n. 5 martie 1881, Manchester, Regatul Unit al Marii Britanii și Irlandei – d. 1970) a fost un trăgător de tir ce a reprezentat Regatul Unit al Marii Britanii și al Irlandei de Nord, medaliat olimpic. A participat la o ediție a Jocurilor Olimpice (1912) în care a câștigat o medalie de aur și o medalie de argint.